# 小多羅戈斯塔伊
50°32′48″N 25°35′16″E / 50.54667°N 25.58778°E
小多羅戈斯塔伊（烏克蘭語：Малі Дорогостаї），是烏克蘭西北部的村莊，隸屬里夫內州的杜布諾區。該村始建於1545年，面積15.4平方公里，海拔高度207米，2001年人口862，人口密度每平方公里56人。